# Gran Premio motociclistico di San Marino e della Riviera di Rimini 2022
Il Gran Premio motociclistico di San Marino e della Riviera di Rimini 2022 è stato la quattordicesima prova del motomondiale del 2022. Le vittorie nelle quattro classi sono andate a: Francesco Bagnaia in MotoGP, Alonso López in Moto2, Dennis Foggia in Moto3, Mattia Casadei e Matteo Ferrari nelle due gare della MotoE.
Per il pilota spagnolo Alonso López si tratta della prima vittoria nel motomondiale, che corrisponde anche alla prima vittoria della Boscoscuro come costruttore nel motomondiale (sebbene vinse in precedenza otto gare ma con denominazione Speed Up).
Giunge al termine con questo GP la stagione della classe MotoE, già al termine della prima gara (svoltasi sabato) la coppa del mondo della classe per motociclette elettriche viene assegnato a Dominique Aegerter, in virtù del secondo posto in gara ottenuto dal pilota svizzero e del 17º (quindi fuori dalla zona punti) dell'unico pilota che poteva contendergli il titolo, cioè il brasiliano Eric Granado.

## MotoGP

### Arrivati al traguardo
| Pos. | Nº | Pilota                | Squadra                     | Motocicletta       | Giri | Tempo     | Griglia | Punti |
| ---- | -- | --------------------- | --------------------------- | ------------------ | ---- | --------- | ------- | ----- |
| 1º   | 63 | Francesco Bagnaia     | Ducati Lenovo               | Ducati Desmosedici | 27   | 41'43.199 | 5º      | 25    |
| 2º   | 23 | Enea Bastianini       | Gresini Racing              | Ducati Desmosedici | 27   | +0.034    | 2º      | 20    |
| 3º   | 12 | Maverick Viñales      | Aprilia Racing              | Aprilia RS-GP      | 27   | +4.212    | 4º      | 16    |
| 4º   | 10 | Luca Marini           | Mooney VR46 Racing          | Ducati Desmosedici | 27   | +5.283    | 7º      | 13    |
| 5º   | 20 | Fabio Quartararo      | Monster Energy Yamaha       | Yamaha YZR-M1      | 27   | +5.771    | 8º      | 11    |
| 6º   | 41 | Aleix Espargaró       | Aprilia Racing              | Aprilia RS-GP      | 27   | +10.230   | 9º      | 10    |
| 7º   | 42 | Álex Rins             | Suzuki Ecstar               | Suzuki GSX-RR      | 27   | +12.496   | 12º     | 9     |
| 8º   | 33 | Brad Binder           | Red Bull KTM Factory Racing | KTM RC16           | 27   | +14.661   | 15º     | 8     |
| 9º   | 89 | Jorge Martín          | Prima Pramac Racing         | Ducati Desmosedici | 27   | +17.732   | 13º     | 7     |
| 10º  | 73 | Álex Márquez          | LCR Honda Castrol           | Honda RC213V       | 27   | +21.986   | 16º     | 6     |
| 11º  | 88 | Miguel Oliveira       | Red Bull KTM Factory Racing | KTM RC16           | 27   | +23.685   | 10º     | 5     |
| 12º  | 4  | Andrea Dovizioso      | WithU Yamaha RNF            | Yamaha YZR-M1      | 27   | +29.276   | 18º     | 4     |
| 13º  | 25 | Raúl Fernández        | Tech3 KTM Factory Racing    | KTM RC16           | 27   | +30.433   | 25º     | 3     |
| 14º  | 6  | Stefan Bradl          | Repsol Honda                | Honda RC213V       | 27   | +31.768   | 20º     | 2     |
| 15º  | 30 | Takaaki Nakagami      | LCR Honda Idemitsu          | Honda RC213V       | 27   | +32.547   | 22º     | 1     |
| 16º  | 40 | Darryn Binder         | WithU Yamaha RNF            | Yamaha YZR-M1      | 27   | +41.857   | 21º     |       |
| 17º  | 72 | Marco Bezzecchi       | Mooney VR46 Racing          | Ducati Desmosedici | 27   | +50.559   | 3º      |       |
| 18º  | 43 | Jack Miller           | Ducati Lenovo               | Ducati Desmosedici | 27   | +53.371   | 1º      |       |
| 19º  | 87 | Remy Gardner          | Tech3 KTM Factory Racing    | KTM RC16           | 27   | +56.613   | 24º     |       |
| 20º  | 49 | Fabio Di Giannantonio | Gresini Racing              | Ducati Desmosedici | 27   | +57.304   | 14º     |       |
| 21º  | 92 | Kazuki Watanabe       | Suzuki Ecstar               | Suzuki GSX-RR      | 26   | +1 giro   | 23º     |       |

### Ritirati
| Nº | Pilota            | Squadra               | Motocicletta       | Giri | Griglia |
| -- | ----------------- | --------------------- | ------------------ | ---- | ------- |
| 21 | Franco Morbidelli | Monster Energy Yamaha | Yamaha YZR-M1      | 2    | 11º     |
| 5  | Johann Zarco      | Prima Pramac Racing   | Ducati Desmosedici | 0    | 6º      |
| 51 | Michele Pirro     | Aruba.it Racing       | Ducati Desmosedici | 0    | 17º     |
| 44 | Pol Espargaró     | Repsol Honda          | Honda RC213V       | 0    | 19º     |

## Moto2

### Arrivati al traguardo
| Pos. | Nº | Pilota             | Squadra                  | Motocicletta | Giri | Tempo     | Griglia | Punti |
| ---- | -- | ------------------ | ------------------------ | ------------ | ---- | --------- | ------- | ----- |
| 1º   | 21 | Alonso López       | +Ego Speed Up            | Boscoscuro   | 25   | 40'35.332 | 3º      | 25    |
| 2º   | 40 | Arón Canet         | Flexbox HP40             | Kalex        | 25   | +1.253    | 4º      | 20    |
| 3º   | 37 | Augusto Fernández  | Red Bull KTM Ajo         | Kalex        | 25   | +3.305    | 9º      | 16    |
| 4º   | 75 | Albert Arenas      | Inde GasGas Aspar        | Kalex        | 25   | +4.615    | 2º      | 13    |
| 5º   | 79 | Ai Ogura           | Idemitsu Honda Team Asia | Kalex        | 25   | +9.166    | 8º      | 11    |
| 6º   | 51 | Pedro Acosta       | Red Bull KTM Ajo         | Kalex        | 25   | +10.339   | 13º     | 10    |
| 7º   | 14 | Tony Arbolino      | Elf Marc VDS Racing      | Kalex        | 25   | +10.434   | 5º      | 9     |
| 8º   | 35 | Somkiat Chantra    | Idemitsu Honda Team Asia | Kalex        | 25   | +12.377   | 11º     | 8     |
| 9º   | 16 | Joe Roberts        | Italtrans Racing         | Kalex        | 25   | +18.242   | 15º     | 7     |
| 10º  | 52 | Jeremy Alcoba      | Liqui Moly Intact GP     | Kalex        | 25   | +19.560   | 21º     | 6     |
| 11º  | 23 | Marcel Schrötter   | Liqui Moly Intact GP     | Kalex        | 25   | +27.896   | 12º     | 5     |
| 12º  | 64 | Bo Bendsneyder     | Pertamina Mandalika SAG  | Kalex        | 25   | +28.452   | 14º     | 4     |
| 13º  | 7  | Barry Baltus       | RW Racing GP             | Kalex        | 25   | +30.991   | 20º     | 3     |
| 14º  | 6  | Cameron Beaubier   | American Racing          | Kalex        | 25   | +38.371   | 24º     | 2     |
| 15º  | 61 | Alessandro Zaccone | Gresini Racing           | Kalex        | 25   | +41.690   | 22º     | 1     |
| 16º  | 42 | Marcos Ramírez     | MV Agusta Forward Racing | MV Agusta F2 | 25   | +42.209   | 27º     |       |
| 17º  | 29 | Taiga Hada         | Pertamina Mandalika SAG  | Kalex        | 25   | +1'09.174 | 28º     |       |

### Ritirati
| Nº | Pilota                  | Squadra                  | Motocicletta | Giri | Griglia |
| -- | ----------------------- | ------------------------ | ------------ | ---- | ------- |
| 4  | Sean Dylan Kelly        | American Racing          | Kalex        | 18   | 29º     |
| 13 | Celestino Vietti        | Mooney VR46 Racing       | Kalex        | 14   | 1º      |
| 11 | Mattia Pasini           | Inde GasGas Aspar        | Kalex        | 12   | 10º     |
| 28 | Niccolò Antonelli       | Mooney VR46 Racing       | Kalex        | 11   | 23º     |
| 24 | Simone Corsi            | MV Agusta Forward Racing | MV Agusta F2 | 9    | 30º     |
| 84 | Zonta van den Goorbergh | RW Racing GP             | Kalex        | 9    | 26º     |
| 54 | Fermín Aldeguer         | +Ego Speed Up            | Boscoscuro   | 9    | 7º      |
| 19 | Lorenzo Dalla Porta     | Italtrans Racing         | Kalex        | 6    | 6º      |
| 8  | Senna Agius             | Elf Marc VDS Racing      | Kalex        | 5    | 25º     |
| 9  | Jorge Navarro           | Flexbox HP40             | Kalex        | 4    | 16º     |
| 12 | Filip Salač             | Gresini Racing           | Kalex        | 4    | 17º     |
| 96 | Jake Dixon              | Inde GasGas Aspar        | Kalex        | 0    | 18º     |
| 18 | Manuel González         | Yamaha VR46 Master Camp  | Kalex        | 0    | 19º     |
| 81 | Keminth Kubo            | Yamaha VR46 Master Camp  | Kalex        | 0    | 31º     |

## Moto3

### Arrivati al traguardo
| Pos. | Nº | Pilota           | Squadra                   | Motocicletta  | Giri | Tempo     | Griglia | Punti |
| ---- | -- | ---------------- | ------------------------- | ------------- | ---- | --------- | ------- | ----- |
| 1º   | 7  | Dennis Foggia    | Leopard Racing            | Honda NSF250R | 23   | 39'21.864 | 7º      | 25    |
| 2º   | 5  | Jaume Masiá      | Red Bull KTM Ajo          | KTM RC 250 GP | 23   | +0.289    | 11º     | 20    |
| 3º   | 28 | Izan Guevara     | Gaviota GasGas Aspar      | Gas Gas       | 23   | +0.334    | 5º      | 16    |
| 4º   | 53 | Deniz Öncü       | Red Bull KTM Tech3        | KTM RC 250 GP | 23   | +0.453    | 1º      | 13    |
| 5º   | 96 | Daniel Holgado   | Red Bull KTM Ajo          | KTM RC 250 GP | 23   | +4.955    | 2º      | 11    |
| 6º   | 24 | Tatsuki Suzuki   | Leopard Racing            | Honda NSF250R | 23   | +5.926    | 16º     | 10    |
| 7º   | 10 | Diogo Moreira    | MT Helmets - MSI          | KTM RC 250 GP | 23   | +11.002   | 3º      | 9     |
| 8º   | 48 | Iván Ortolá      | Angeluss MTA              | KTM RC 250 GP | 23   | +11.188   | 26º     | 8     |
| 9º   | 17 | John McPhee      | Sterilgarda Husqvarna Max | Husqvarna     | 23   | +11.383   | 8º      | 7     |
| 10º  | 82 | Stefano Nepa     | Angeluss MTA              | KTM RC 250 GP | 23   | +11.494   | 12º     | 6     |
| 11º  | 54 | Riccardo Rossi   | SIC58 Squadra Corse       | Honda NSF250R | 23   | +11.560   | 14º     | 5     |
| 12º  | 44 | David Muñoz      | Boé Motorsports           | KTM RC 250 GP | 23   | +11.633   | 15º     | 4     |
| 13º  | 6  | Ryusei Yamanaka  | MT Helmets - MSI          | KTM RC 250 GP | 23   | +11.885   | 4º      | 3     |
| 14º  | 66 | Joel Kelso       | CIP Green Power           | KTM RC 250 GP | 23   | +16.963   | 30º     | 2     |
| 15º  | 23 | Elia Bartolini   | QJMotor Avintia Racing    | KTM RC 250 GP | 23   | +19.888   | 21º     | 1     |
| 16º  | 31 | Adrián Fernández | Red Bull KTM Tech3        | KTM RC 250 GP | 23   | +20.528   | 10º     |       |
| 17º  | 67 | Alberto Surra    | Rivacold Snipers          | Honda NSF250R | 23   | +20.728   | 19º     |       |
| 18º  | 20 | Lorenzo Fellon   | SIC58 Squadra Corse       | Honda NSF250R | 23   | +20.805   | 18º     |       |
| 19º  | 27 | Kaito Toba       | CIP Green Power           | KTM RC 250 GP | 23   | +23.619   | 24º     |       |
| 20º  | 43 | Xavier Artigas   | CFMoto Racing PrüstelGP   | CFMoto        | 23   | +25.556   | 25º     |       |
| 21º  | 72 | Taiyo Furusato   | Honda Team Asia           | Honda NSF250R | 23   | +35.326   | 27º     |       |
| 22º  | 22 | Ana Carrasco     | Boé Motorsports           | KTM RC 250 GP | 23   | +49.990   | 31º     |       |
| 23º  | 29 | Harrison Voight  | SIC58 Squadra Corse       | Honda NSF250R | 23   | +52.184   | 28º     |       |
| 24º  | 70 | Joshua Whatley   | VisionTrack Racing        | Honda NSF250R | 23   | +56.428   | 29º     |       |
| 25º  | 19 | Scott Ogden      | VisionTrack Racing        | Honda NSF250R | 22   | +1 giro   | 22º     |       |

### Ritirati
| Nº | Pilota               | Squadra                   | Motocicletta  | Giri | Griglia |
| -- | -------------------- | ------------------------- | ------------- | ---- | ------- |
| 99 | Carlos Tatay         | CFMoto Racing PrüstelGP   | CFMoto        | 21   | 6º      |
| 64 | Mario Aji            | Honda Team Asia           | Honda NSF250R | 14   | 23º     |
| 16 | Andrea Migno         | Rivacold Snipers          | Honda NSF250R | 4    | 9º      |
| 71 | Ayumu Sasaki         | Sterilgarda Husqvarna Max | Husqvarna     | 2    | 17º     |
| 9  | Nicola Fabio Carraro | QJMotor Avintia Racing    | KTM RC 250 GP | 0    | 20º     |

### Squalificato
| Nº | Pilota        | Squadra              | Motocicletta | Griglia |
| -- | ------------- | -------------------- | ------------ | ------- |
| 11 | Sergio García | Gaviota GasGas Aspar | Gas Gas      | 13º     |

## MotoE
Tutti i piloti sono dotati di motocicletta fornita dalla Energica.

### Gara 1

#### Arrivati al traguardo
| Pos. | Nº | Pilota             | Squadra                    | Giri | Tempo     | Griglia | Punti |
| ---- | -- | ------------------ | -------------------------- | ---- | --------- | ------- | ----- |
| 1º   | 27 | Mattia Casadei     | Pons Racing 40             | 8    | 13'52.413 | 2º      | 25    |
| 2º   | 77 | Dominique Aegerter | Dynavolt Intact GP         | 8    | +0.134    | 1º      | 20    |
| 3º   | 11 | Matteo Ferrari     | Felo Gresini               | 8    | +0.188    | 5º      | 16    |
| 4º   | 40 | Jordi Torres       | Pons Racing 40             | 8    | +0.288    | 3º      | 13    |
| 5º   | 17 | Alex Escrig        | Tech3 E-racing             | 8    | +5.086    | 8º      | 11    |
| 6º   | 7  | Niccolò Canepa     | WithU GRT RNF              | 8    | +5.196    | 7º      | 10    |
| 7º   | 78 | Hikari Ōkubo       | Avant Ajo                  | 8    | +5.534    | 11º     | 9     |
| 8º   | 34 | Kevin Manfredi     | Octo Pramac                | 8    | +6.904    | 12º     | 8     |
| 9º   | 18 | Xavier Cardelús    | Avintia Esponsorama Racing | 8    | +6.992    | 9º      | 7     |
| 10º  | 4  | Héctor Garzó       | Tech3 E-racing             | 8    | +7.158    | 13º     | 6     |
| 11º  | 21 | Kevin Zannoni      | Ongetta SIC58 Squadracorse | 8    | +11.016   | 10º     | 5     |
| 12º  | 38 | Bradley Smith      | WithU GRT RNF              | 8    | +12.139   | 16º     | 4     |
| 13º  | 70 | Marc Alcoba        | Zinia Aspar                | 8    | +12.527   | 18º     | 3     |
| 14º  | 6  | María Herrera      | Zinia Aspar                | 8    | +12.563   | 15º     | 2     |
| 15º  | 12 | Javier Forés       | Octo Pramac                | 8    | +18.666   | 14º     | 1     |
| 16º  | 72 | Alessio Finello    | Felo Gresini               | 8    | +22.819   | 17º     |       |
| 17º  | 51 | Eric Granado       | LCR E-Team                 | 8    | +39.798   | 4º      |       |

#### Ritirato
| Nº | Pilota      | Squadra    | Giri | Griglia |
| -- | ----------- | ---------- | ---- | ------- |
| 71 | Miquel Pons | LCR E-Team | 0    | 6º      |

### Gara 2

#### Arrivati al traguardo
| Pos. | Nº | Pilota             | Squadra                    | Giri | Tempo     | Griglia | Punti |
| ---- | -- | ------------------ | -------------------------- | ---- | --------- | ------- | ----- |
| 1º   | 11 | Matteo Ferrari     | Felo Gresini               | 8    | 13'52.553 | 5º      | 25    |
| 2º   | 27 | Mattia Casadei     | Pons Racing 40             | 8    | +0.195    | 2º      | 20    |
| 3º   | 51 | Eric Granado       | LCR E-Team                 | 8    | +0.673    | 4º      | 16    |
| 4º   | 77 | Dominique Aegerter | Dynavolt Intact GP         | 8    | +1.092    | 1º      | 13    |
| 5º   | 40 | Jordi Torres       | Pons Racing 40             | 8    | +1.304    | 3º      | 11    |
| 6º   | 7  | Niccolò Canepa     | WithU GRT RNF              | 8    | +2.876    | 7º      | 10    |
| 7º   | 71 | Miquel Pons        | LCR E-Team                 | 8    | +4.249    | 6º      | 9     |
| 8º   | 17 | Alex Escrig        | Tech3 E-racing             | 8    | +5.762    | 8º      | 8     |
| 9º   | 78 | Hikari Ōkubo       | Avant Ajo                  | 8    | +6.434    | 11º     | 7     |
| 10º  | 21 | Kevin Zannoni      | Ongetta SIC58 Squadracorse | 8    | +6.920    | 10º     | 6     |
| 11º  | 34 | Kevin Manfredi     | Octo Pramac                | 8    | +7.465    | 12º     | 5     |
| 12º  | 18 | Xavier Cardelús    | Avintia Esponsorama Racing | 8    | +7.526    | 9º      | 4     |
| 13º  | 70 | Marc Alcoba        | Zinia Aspar                | 8    | +8.576    | 18º     | 3     |
| 14º  | 4  | Héctor Garzó       | Tech3 E-racing             | 8    | +9.344    | 13º     | 2     |
| 15º  | 12 | Javier Forés       | Octo Pramac                | 8    | +14.494   | 14º     | 1     |
| 16º  | 38 | Bradley Smith      | WithU GRT RNF              | 8    | +14.660   | 16º     |       |
| 17º  | 72 | Alessio Finello    | Felo Gresini               | 8    | +24.482   | 17º     |       |

#### Ritirata
| Nº | Pilota        | Squadra     | Giri | Griglia |
| -- | ------------- | ----------- | ---- | ------- |
| 6  | María Herrera | Zinia Aspar | 5    | 15º     |